# Государщина
Госуда́рщина — ботанічний заказник місцевого значення в Україні. Розташований у межах Бахмацької громади Ніжинського району Чернігівської області, біля західної околиці села Курінь.
Площа — 77 га. Статус присвоєно згідно з рішенням Чернігівської обласної ради від 14.05.1999 року. Перебуває у віданні Курінської сільської ради.
Охороняється високопродуктивна ділянка мішаного, переважно хвойного лісу віком 45-60 років. У трав'яному покриві зростають суниці лісові, мітлиця звичайна, куничник наземний, конвалія звичайна, звіробій звичайний, нечуйвітер волохатенький.